# 1961 na arte

## Nascimentos
| Data        | Nome             | Profissão                                                                           | Nacionalidade | Observações | Ref |
| ----------- | ---------------- | ----------------------------------------------------------------------------------- | ------------- | ----------- | --- |
| 18 de junho | Henrique Matos   | pintor                                                                              | Portugal      |             |     |
| 23 de junho | Leda Catunda     | pintora, escultora, artista gráfica e visual                                        | Brasil        |             |     |
| 4 de agosto | Carla Pompeu     | pintora, cenógrafa, figurinista, escritora, diretora e produtora de cinema e teatro | Brasil        | m. 2008     |     |
| ??          | Oliveira Tavares | pintor                                                                              | Portugal      |             |     |
| ??          | José Loureiro    | pintor                                                                              | Portugal      |             |     |

## Mortes
| Data           | Nome              | Profissão                                                   | Nacionalidade    | Observações | Ref |
| -------------- | ----------------- | ----------------------------------------------------------- | ---------------- | ----------- | --- |
| 2 de março     | Stuart Carvalhais | pintor e autor de banda desenhada                           | Portugal         | n. 1887     |     |
| 10 de julho    | João Zaco Paraná  | escultor, desenhista, pintor e professor                    | Polónia / Brasil | n. 1884     |     |
| 18 de agosto   | Henrique Franco   | pintor                                                      | Portugal         | n. 1883     |     |
| 19 de dezembro | José Dias Coelho  | artista plástico e dirigente do Partido Comunista Português | Portugal         | n. 1923     |     |
| ??             | Zaccaria Autuori  | pintor, músico e professor de música                        | Itália           | n. 1899     |     |
| ??             | Francisco Smith   | pintor                                                      | Portugal         | n. 1881     |     |